# 梁山古墳群
梁山古墳群（りょうざんこふんぐん、朝鮮語: 양산 고분군、ヤンサンコブングン）は、大韓民国慶尚南道梁山市にある古墳群である。洛東江東岸の支流明谷川（ko:명곡천 (양산)）をはさんで南北に分布する。
主な遺跡として、以下がある。
- 梁山北亭里古墳群（朝鮮語版） - 100基以上の円墳からなる。大韓民国指定史跡第93号　
  - 梁山夫婦塚（りょうざんめおとづか、北亭里10号墳） - 北亭里古墳群西端に位置し、1920年に発掘された。竪穴系横口式石室を有し、主人夫妻とみられるものを含む計5体の遺骸や、金銅製冠・銀製腰佩（ようはい）・金銅製沓などが見つかった[2][1]。6世紀初頭、三国時代の新羅で造営されたとみられている。日本の東京国立博物館に、装身具や馬具などの出土品が所蔵されている[3]。
- 梁山新基里古墳群（朝鮮語版） - 大韓民国指定史跡第94号
- 梁山中部洞古墳群（朝鮮語版） - 大韓民国指定史跡第95号
- 梁山新基洞支石墓(양산 신기동 고인돌) - 慶尚南道記念物第103号
- 梁山三湖里古墳群（朝鮮語版） - 慶尚南道記念物第260号

2013年4月11日、近くに梁山市立博物館が開館し、遺跡や出土品について展示・解説している。